# Víctor Chiner Ballester
Víctor Chiner Ballester nace en Valencia, el 8 de diciembre de 1933. Cursa en dibujo y pintura en la Escuela de Artes y Oficios de Valencia, entre 1950 y 1954. Desde 1958 forma parte del Movimiento Artístico del Mediterráneo (MAM), es miembro fundador de "Arte Actual".

## Carrera
Desde los años 60 expone sus obras en numerosas galerías locales, nacionales y extranjeras y obtiene valiosas recompensas honoríficas, primeras medallas y es seleccionado para Salones de Otoño, Artes Plásticas, Bienales, etc. En 1982 patrocinado por el Ministerio de Cultura, expone su obra monográfica "La Marxal", en el Museo Nacional González Martí, en Valencia, que le sitúa de lleno en su etapa figurativa. Ha llegado a ser considerado uno de los más originales pintores de nuestros días. Su trabajo se caracteriza por "un elegante austeridad mediterránea". 
Su obra ha sido expuesta durante los últimos doce años, teniendo en su haber más de treinta y cuatro exposiciones individuales, en las más importantes galerías de España, Francia y Estados Unidos.
- Datos: Q6165429